# N94 (Nederland)
De N94 was volgens de wegnummering 1957 de Nederlandse weg van Apeldoorn naar de Duitse grens. De weg liep over de toenmalige Rijksweg 49 en Rijksweg 47.
In 1957 werd het E-wegenstelsel ingevoerd in een aantal landen in West-Europa, waaronder Nederland. Niet alle belangrijke wegen kregen een Europees E-nummer. De belangrijke wegen zonder E-nummer kregen een nationaal N-nummer. Hiervoor werd de serie N89-N99 gebruikt om ervoor te zorgen dat de nummers niet overlapten met de (toen nog slechts administratieve) rijkswegnummers die van 1 tot en met 82 liepen.
Zo kreeg de weg van Apeldoorn via Zutphen en Winterswijk naar Duitsland het nummer N94. Bij Apeldoorn sloot de N94 aan op de oude E8 tussen Amersfoort en Deventer en de N93 tussen Zwolle en Arnhem.
De N-nummering was geen groot succes. In 1978 werd de nieuwe N-nummering ingevoerd. Daarbij werd de N94 opgesplitst in twee delen. Het deel tussen Apeldoorn en Zutphen kreeg het nummer N345 en het deel tussen Zutphen en Winterswijk het nummer N319.
In 1993 zijn de N345 en N319 overgedragen aan de provincie Gelderland. Dit heeft geen invloed op de wegnummering gehad.
 ·  ·  ·  ·  ·  ·  ·  ·  ·  · 